# Quebec (album)
Pour les articles homonymes, voir Québec (homonymie).
Albums de Ween
White Pepper
(2000) Shinola, Vol. 1
(2005)
Quebec est le huitième album studio du groupe de rock américain Ween, publié chez Sanctuary Records le 5 août 2003. Il est le premier album a sortir après l'expiration du contrat avec le label Elektra et marque le retour du groupe auprès de labels indépendants.

## Caractéristiques artistiques

### Direction artistique
La couverture de l'album est une version éditée de l'emballage du jeu de société Thorns, édité par 3M Paper Games (en), où les personnages ont été redessinés pour emprunter les traits de Gene et Dean Ween.

## The Caesar Demos
The Caesar Demos est une compilation publié par Dean Ween en 2011, disponible uniquement en ligne. L'album contient des démos de pistes de Quebec ainsi que des chansons enregistrées qui n'ont pas été retenues pour figurer sur l'album.

## Fiche technique

### Liste des titres
| Quebec | Quebec                                         | Quebec | Quebec | Quebec | Quebec | Quebec | Quebec | Quebec | Quebec |
| No     | Titre                                          | Durée  |        |        |        |        |        |        |        |
| ------ | ---------------------------------------------- | ------ | ------ | ------ | ------ | ------ | ------ | ------ | ------ |
| 1.     | It's Gonna Be a Long Night                     | 2:48   |        |        |        |        |        |        |        |
| 2.     | Zoloft                                         | 3:51   |        |        |        |        |        |        |        |
| 3.     | Transdermal Celebration                        | 3:25   |        |        |        |        |        |        |        |
| 4.     | Among His Tribe                                | 3:37   |        |        |        |        |        |        |        |
| 5.     | So Many People in the Neighborhood             | 3:28   |        |        |        |        |        |        |        |
| 6.     | Tried and True                                 | 4:01   |        |        |        |        |        |        |        |
| 7.     | Happy Colored Marbles                          | 3:12   |        |        |        |        |        |        |        |
| 8.     | Hey There Fancypants                           | 1:59   |        |        |        |        |        |        |        |
| 9.     | Captain                                        | 3:58   |        |        |        |        |        |        |        |
| 10.    | Chocolate Town                                 | 3:16   |        |        |        |        |        |        |        |
| 11.    | I Don't Want It                                | 3:25   |        |        |        |        |        |        |        |
| 12.    | The Fucked Jam (instrumental)                  | 2:53   |        |        |        |        |        |        |        |
| 13.    | Alcan Road                                     | 5:10   |        |        |        |        |        |        |        |
| 14.    | The Argus                                      | 4:51   |        |        |        |        |        |        |        |
| 15.    | If You Could Save Yourself (You'd Save Us All) | 4:44   |        |        |        |        |        |        |        |
| 55:07  |                                                |        |        |        |        |        |        |        |        |

| Format vinyle | Format vinyle                                  | Format vinyle | Format vinyle | Format vinyle | Format vinyle | Format vinyle | Format vinyle | Format vinyle | Format vinyle |
| No            | Titre                                          | Durée         |               |               |               |               |               |               |               |
| ------------- | ---------------------------------------------- | ------------- | ------------- | ------------- | ------------- | ------------- | ------------- | ------------- | ------------- |
| A1.           | It's Gonna Be a Long Night                     | 2:48          |               |               |               |               |               |               |               |
| A2.           | Zoloft                                         | 3:51          |               |               |               |               |               |               |               |
| A3.           | Transdermal Celebration                        | 3:25          |               |               |               |               |               |               |               |
| A4.           | Among His Tribe                                | 3:37          |               |               |               |               |               |               |               |
| B1.           | So Many People in the Neighborhood             | 3:28          |               |               |               |               |               |               |               |
| B2.           | Tried and True                                 | 4:01          |               |               |               |               |               |               |               |
| B3.           | Happy Colored Marbles                          | 3:12          |               |               |               |               |               |               |               |
| B4.           | Hey There Fancypants                           | 1:59          |               |               |               |               |               |               |               |
| C1.           | Captain                                        | 3:58          |               |               |               |               |               |               |               |
| C2.           | Chocolate Town                                 | 3:16          |               |               |               |               |               |               |               |
| C3.           | I Don't Want It                                | 3:25          |               |               |               |               |               |               |               |
| C4.           | The Fucked Jam (instrumental)                  | 2:53          |               |               |               |               |               |               |               |
| D1.           | Alcan Road                                     | 5:10          |               |               |               |               |               |               |               |
| D2.           | The Argus                                      | 4:51          |               |               |               |               |               |               |               |
| D3.           | If You Could Save Yourself (You'd Save Us All) | 4:44          |               |               |               |               |               |               |               |
| 55:07         |                                                |               |               |               |               |               |               |               |               |

### Musiciens
- Gene Ween – chant (pistes 2 à 15), guitare basse (pistes 2, 9 et 10), claviers (pistes 2, 5, 7 et 13), guitare acoustique (piste 4), synthétiseur (piste 4), boîte à rythmes (piste 5), guitare électrique (pistes 7, 9, 10, 13 et 14), omnichord (piste 9)
- Dean Ween – chant (piste 1), guitare électrique, quitare basse (pistes 1, 3 à 8 et 13 à 15), claviers (piste 2), sitar électrique (pistes 3 et 6), vocodeur (piste 5)
- Dave Dreiwitz – guitare basse, chant (piste 10)
- Glenn McClelland – orgue électronique (pistes 1 et 15), piano (pistes 14 et 15), accordéon (piste 15), claviers (pistes 3, 10 et 14)

#### Musiciens additionnels
- Andrew Weiss – synthétiseur (pistes 9 et 15), percussions (piste 2), instruments à cordes (pistes 9 et 15), batterie (piste 6), claviers (pistes 2, 3, 6 et 11), basse fretless (piste 2)
- Sim Cain – batterie (piste 6)
- Josh Freese – batterie (pistes 3, 7, 9, 10 et 13 à 15)

### Production
Quebec est produit et édité par Sanctuary Records. L'album est enregistré au studio d'enregistrement Zion House of Flesh, à Hopewell dans le New Jersey.

#### Équipe de production
- Andrew Weiss – production, mixage
- Chris Shaw – mixage (piste 1 et 3)
- Ted Young – assistant mixage
- Howie Weinberg – mastering

#### Direction artistique
- Phil Yarnall (SMAY Design) – visuels
- Patricia Frey – merchandising

## Parution et réception

### Accueil

#### Postérité
Dans une interview pour Fox News Channel, le critique musical Mark Prindle nomme Quebec « le meilleur album des années 2000 ». CMJ place cet album à la 8e place sur sa liste des meilleurs albums de 2003, tandis que le magazine Mojo le place 39e sur cette même liste.
Le titre It's Gonna Be a Long Night est présent sur la bande-son des jeux vidéos Tony Hawk's Underground 2 et ATV Offroad Fury 3, en tant que contenu téléchargeable sur le jeu vidéo Rock Band, ainsi que dans l'émission télévisée The Shield.
La chanson If You Could Save Yourself (You'd Save Us All) est présente dans l'épisode 7 de la série télévisée The Morning Show.
Les titres Tried and True et Transdermal Celebration sont présents dans la deuxième saison de Superman & Lois.